# 富盖特家族
富盖特家族（Fugates）也称蓝色富盖特（Blue Fugates）或肯塔基蓝人（Blue People of Kentucky），居住在美国肯塔基州丘陵地区的一个家族。该家族成员因携带导致高铁血红蛋白血症的基因，导致皮肤呈蓝色而被人们所知。
约1820年，马丁·富盖特（Martin Fugate）和伊丽莎白·史密斯（Elizabeth Smith）在肯塔基州哈泽德附近结婚并定居。由于两人都是隐性高铁血红蛋白血症（met-H）基因的携带者，导致其7个孩子中有4个皮肤呈蓝色，而且在非常有限的本地基因库中继续繁衍后代致使福盖特家族的许多后代出生时都携带met-H。